# Torneo de San Diego 2007
El Acura Classic 2007 fue un evento de tenis que se disputó en San Diego, California, Estados Unidos, realizado entre el 30 de julio y el 5 de agosto de 2007, como torneo preparatorio de cara al US Open celebrado sobre pistas de cemento al aire libre. Fue la 29ª edición del torneo que tuvo lugar en el Omni La Costa Resort & Spa.

## Campeonas

### Individual Femenino
María Sharápova venció a  Patty Schnyder por 6–2, 3–6, 6–0

### Dobles Femenino
Cara Black /  Liezel Huber vencieron a  Victoria Azarenka /  Anna Chakvetadze por 7-5, 6-4